# جی چادری
جی چادری (انگلیسی: Jay Chaudhry؛ زادهٔ ۱۹۵۸ (۶۶–۶۷ سال)) سرمایه‌دار، اهالی کسب‌وکار، کارآفرین و مدیر اجرایی هندی‌تبار اهل ایالات متحده آمریکا است، که در سال ۲۰۰۷ شرکت زی‌اسکیلر را تأسیس کرد. دارایی خالص وی در سال ۲۰۲۱ در حدود ۱۰ میلیارد دلار اعلام شد.